# Saltos ornamentais no Campeonato Europeu de Esportes Aquáticos de 2021 - Trampolim 3 m individual feminino
A prova do trampolim 3 m individual feminino dos saltos ornamentais no Campeonato Europeu de Esportes Aquáticos de 2021 ocorreu no dia 15 de maio na Arena Danúbio, em Budapeste na Hungria.

## Calendário
| Fase       | Data       | Hora  |
| ---------- | ---------- | ----- |
| Preliminar | 15 de maio | 12:00 |
| Final      | 15 de maio | 18:10 |

Todos os horários estão no horário local (UTC+1)

## Medalhistas
| Ouro              | Prata                  | Bronze                |
| Tina Punzel (GER) | Chiara Pellacani (ITA) | Emma Gullstrand (SWE) |

## Resultados
Esses foram os resultados da competição.
| Pos.              | Saltadora            | Nacionalidade | Preliminar | Preliminar | Final         | Final         |
| Pos.              | Saltadora            | Nacionalidade | Pontos     | Pos.       | Pontos        | Pos.          |
| ----------------- | -------------------- | ------------- | ---------- | ---------- | ------------- | ------------- |
| Medalha de ouro   | Tina Punzel          | Alemanha      | 323.10     | 1          | 330.85        | 1             |
| Medalha de prata  | Chiara Pellacani     | Itália        | 291.45     | 6          | 321.15        | 2             |
| Medalha de bronze | Emma Gullstrand      | Suécia        | 303.45     | 2          | 319.60        | 3             |
| 4                 | Vitaliia Koroleva    | Rússia        | 286.95     | 7          | 308.80        | 4             |
| 5                 | Michelle Heimberg    | Suíça         | 295.70     | 3          | 304.55        | 5             |
| 6                 | Maria Polyakova      | Rússia        | 273.45     | 10         | 289.80        | 6             |
| 7                 | Hanna Pysmenska      | Ucrânia       | 293.05     | 5          | 287.00        | 7             |
| 8                 | Scarlett Mew Jensen  | Reino Unido   | 294.60     | 4          | 281.25        | 8             |
| 9                 | Clare Cryan          | Irlanda       | 270.85     | 11         | 277.85        | 9             |
| 10                | Inge Jansen          | Países Baixos | 282.30     | 8          | 268.45        | 10            |
| 11                | Lena Hentschel       | Alemanha      | 261.60     | 12         | 264.25        | 11            |
| 12                | Viktoriya Kesar      | Ucrânia       | 281.10     | 9          | 246.50        | 12            |
| 13                | Emilia Nilsson Garip | Suécia        | 256.15     | 13         | Não avançaram | Não avançaram |
| 14                | Madeline Coquoz      | Suíça         | 253.95     | 14         | Não avançaram | Não avançaram |
| 15                | Alena Khamulkina     | Bielorrússia  | 253.55     | 15         | Não avançaram | Não avançaram |
| 16                | Valeria Antolino     | Espanha       | 252.40     | 16         | Não avançaram | Não avançaram |
| 17                | Grace Reid           | Reino Unido   | 251.10     | 17         | Não avançaram | Não avançaram |
| 18                | Rocío Velázquez      | Espanha       | 245.10     | 18         | Não avançaram | Não avançaram |
| 19                | Kaja Skrzek          | Polónia       | 244.00     | 19         | Não avançaram | Não avançaram |
| 20                | Marcela Marić        | Croácia       | 243.65     | 20         | Não avançaram | Não avançaram |
| 21                | Elena Bertocchi      | Itália        | 233.90     | 21         | Não avançaram | Não avançaram |
| 22                | Naïs Gillet          | França        | 228.60     | 22         | Não avançaram | Não avançaram |
| 23                | Helle Tuxen          | Noruega       | 223.85     | 23         | Não avançaram | Não avançaram |
| 24                | Laura Valore         | Dinamarca     | 207.10     | 24         | Não avançaram | Não avançaram |
| 25                | Zora Opalka          | Eslováquia    | 188.20     | 25         | Não avançaram | Não avançaram |
| 26                | Patrícia Kun         | Hungria       | 184.70     | 26         | Não avançaram | Não avançaram |
| 27                | Emma Veisz           | Hungria       | 178.25     | 27         | Não avançaram | Não avançaram |
| 28                | Cara Albiez          | Áustria       | 171.65     | 28         | Não avançaram | Não avançaram |